# Фол последней надежды
Фол после́дней наде́жды (англ. professional foul или англ. last-ditch foul) — в спорте: умышленное нарушение правил, направленное на срыв решающей стадии атаки, которая с большой вероятностью могла бы закончиться результативно. Является предельным вариантом тактического фола, совершаемого для прерывания активных действий команды соперника. Остановка игры в данном случае оказывается в пользу провинившегося. Такой фол наказывается строже, нежели нарушение в более рядовой ситуации. Понятие используют в футболе, а также в других видах спорта: баскетболе, американском футболе, регби и др.

## Баскетбол
В баскетболе фол последней надежды определяется как нарушение правил игроком, останавливающим быстрый прорыв. Он нарушает правила на владеющем мячом сопернике, между которым и корзиной больше нет баскетболистов защищающейся команды — этот фол должен быть расценен как умышленный (или неспортивный — таково официальное название). То есть пострадавший выполняет два штрафных, после чего право на владение мячом вновь получает его команда.
Фол последней надежды в баскетбольных правилах появился в 2008 году. Фол последней надежды призван ужесточить наказание за тактические фолы, за нарушения в ситуациях, когда согласно прежним правилам свисток действовал в пользу провинившегося. Игрок, который останавливал голевую атаку, не получал за это голевого наказания. Особенно если число командных фолов не достигло «пяти в четверти» (или не пошли в последние 3 минуты игры), когда все персональные замечания пробиваются. Сейчас умышленный фол — это «два штрафных плюс новая атака» и угроза удаления. Баскетболист или тренер, получивший в течение одного матча два неспортивных или технических замечания, автоматически отправляется в раздевалку до конца игры.
Спорный вопрос в подобных ситуациях — это определение, является фолящий игрок «последним» защитником или нет. Инструкции ФИБА гласят: судья должен мысленно провести воображаемую линию от баскетболиста с мячом до кольца, в атаку на которое он стремится. Если на этой прямой (полоса шириной не более метра) нет никого из соперников, значит фол против данного игрока подпадает под понятие «фол последней надежды». Это означает, что если у баскетболиста есть прямая дорога к корзине, останавливать его нельзя.

## Футбол
В тексте правил игры в футбол нет термина «Фол последней надежды», однако в нём имеется предложение, явно указывающее на случаи, которые можно считать данным видом фола:
Игрок удаляется с поля с показом красной карточки, если он… лишает соперника, продвигающегося к воротам, явной возможности забить гол с помощью нарушения…
Также пробивается штрафной удар или пенальти, в соответствии с общими правилами. 
Также новые правила гласят, что если фол был совершен до зоны штрафной, то игрок получит красную карточку. Если будет в зоне штрафной, то игрок получит желтую карточку и будет назначен пенальти.
На чемпионате мира по футболу 2018 года такой фол возник в матче 1/8 финала между сборными Хорватии и Дании на 116-й минуте дополнительного времени, однако по решению арбитра была дана жёлтая карточка, а Лука Модрич, чья атака на пустые ворота была сорвана, не забил назначенный пенальти.